# Order Trzech Złotych Run

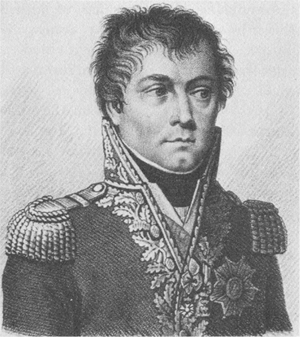
Gen. Andreossy, Wielki Kanclerz orderu

Order Trzech Złotych Run (fr. Ordre des Trois Toisons d'Or) – ustanowiony przez cesarza Napoleona Bonaparte, lecz nie wprowadzony order wojskowy I Cesarstwa Francuskiego.

## Historia
W roku 1809, po zdobyciu Wiednia i po uprzednim zajęciu Madrytu w 1808, Napoleon I stał u szczytu swej potęgi i decydował we wszystkich trzech miastach, Wiedniu, Madrycie i Brugii, które były związane z Orderem Złotego Runa, jednym z najstarszych i najbardziej szanowanych orderów Europy. Zapatrzony w blask swej chwały, cesarz postanowił stworzyć nowy order, który miał symbolizować jego potęgę i sojusz Francji, Austrii i Hiszpanii. Statuty ogłoszono 15 sierpnia 1809 w czasie pobytu Napoleona w pałacu Schönbrunn w Wiedniu.
Order miał posiadać trzy klasy:
- Wielki Kawaler (Le Grand Chevalier)
- Komandor (Commandeur)
- Kawaler (Chevalier)

Klasa Wielkiego Kawalera była zarezerwowany dla książąt krwi oraz wysokich dygnitarzy Imperium. Ci ostatni mogli otrzymać odznaczenie po 10 latach służby państwowej, a zwykli ministrowie po 20 latach. Liczba odznaczonych w tych dwóch kategoriach urzędników państwowych była ograniczona do 100 osób. Komandorzy, których liczba mogła wynosić najwyżej 400 osób, musieli posiadać rangę oficerską i nabywali prawo do rocznej renty w wysokości 4000 franków w złocie. Krzyż kawalerski (1000 osób) mogli otrzymać podoficerowie i zwykli żołnierze (którzy co najmniej trzy razy odnieśli rany), zdobywając prawo do pobierania renty w wysokości 1000 franków. Wielkim Mistrzem był cesarz, prócz tego order miał posiadać urzędy Wielkiego Kanclerza i Wielkiego Skarbnika. Napoleon obsadził nawet te urzędy, kanclerzem został generał François-Antoine Andreossy, a skarbnikiem hr. Rutger Jan Schimmelpenninck. Order miano nadać także pułkom, które wyróżniły się w bitwach pod Wagram i Ulm.
Projekt stał się bardzo niepopularny w armii i wśród posiadaczy Orderu Legii Honorowej, którzy obawiali się deprecjacji swego odznaczenia. Brat cesarski Józef, król hiszpański, zaczął nadawać hiszpański wariant "zwykłego" Złotego Runa, Napoleon ożenił się z córką cesarza Austrii – suwerena drugiego orderu Złotego Runa – Marią Ludwiką. Cesarz Francuzów długo się wahał, czy zrealizować plany nowego orderu, aż w końcu 27 września 1813 odwołał jego ustanowienie i przekazał zgromadzony już jego majątek kancelarii Legii Honorowej.

## Insygnia
Istniejące tylko na ilustracjach i w postaci egzemplarzy kolekcjonerskich, wykonywanych głównie w czasach II cesarstwa francuskiego, insygnia orderu to oznaka i gwiazdy I i II klasy. Oznaką były zawieszone na emaliowanym na czerwono symbolu krzesiwa (identycznym jak w orderze Złotego Runa) trzy złote skóry baranków z głowami zwisającymi na dół i widocznymi nogami. Krzesiwo było trzymane w szponach unoszącego się nad nim złotego, ukoronowanego koroną I Cesarstwa orła napoleońskiego. Oznaka była noszona na czerwonej wstędze z obustronnymi żółtymi bordiurami. Gwiazda I klasy była srebrna, sześciopromienna, w medalionie środkowym ukazywała trzy złote baranki, zwrócone głowami do położonej w środku złotej pięcioramiennej gwiazdki, medalion był otoczony trzema orłami napoleońskimi, koronami cesarskiej Francji i Italii i złotym wieńcem laurowym. Gwiazda II klasy to duży srebrny krzyż maltański z orłami napoleońskimi między ramionami i z tym samym medalionem środkowym, co gwiazda I klasy.